# Redsquare
Redsquare (레드스퀘어; cách điệu là REDSQUARE; còn được biết tới với tên RSQ) là một nhóm nhạc nữ năm thành viên thuộc công ty About Entertainment. Họ ra mắt vào ngày 19 tháng 5 năm 2020 với album đơn đầu tay "Prequel".

## Lịch sử

### Trước khi ra mắt
- Green, Chaea, Ari, and Bomin là cựu thành viên của Good day
- Lina ban đầu ra mắt với tư cách là một nghệ sĩ solo với nghệ danh Blenn.

### 2020: Debut với "Prequel"
Vào ngày 23 tháng 3, About Entertainment thông báo rằng họ sẽ ra mắt nhóm nhạc nữ 5 thành viên đầu tiên vào tháng 5 năm 2020, và sau đó đã phát hành đoạn teaser đầu tiên. Từ ngày 8 tháng 4 đến ngày 14 tháng 4, năm thành viên đã được tiết lộ thông qua tài khoản Twitter của công ty, 'A' (Ari), theo thứ tự thì kế tiếp là 'L' (Lina), 'G' (Green), 'B' (Bomin), và 'C' (ChaeA). Vào ngày 28 tháng 4, một video teaser có cả năm thành viên đã được đăng tải, ấn định ngày ra mắt của nhóm là ngày 19 tháng 5.
Vào ngày 19 tháng 5, nhóm chính thức ra mắt với album đơn đầu tay "Prequel" và ca khúc chủ đề "ColorFull".

## Thành viên
| Thành viên   | Vị trí                                      | Màu         | Biểu tượng | Thời gian hoạt động |
| ------------ | ------------------------------------------- | ----------- | ---------- | ------------------- |
| Green (그린) | Center, Visual, Sub Vocal                   | Xanh lá cây | Cây        | 2020–nay            |
| Lina (리나)  | Main Vocal                                  | Xanh        | Mây        | 2020–nay            |
| Chaea (채아) | Main Dancer, Lead Rapper, Sub Vocal         | Vàng        | Phản chiếu | 2020–nay            |
| Ari (아리)   | Lead Vocal                                  | Hồng        | Sakura     | 2020–nay            |
| Bomin (보민) | Main Rapper, Lead Dancer, Sub Vocal, Maknae | Tím         | Bướm       | 2020–nay            |

## Danh sách đĩa nhạc

### Album đơn
- "Prequel" (2020)